# Kampftrinker Stimmungshits
Kampftrinker Stimmungshits ist eine Deutschpunk-Albenreihe, die sich, wie der Name schon andeutet, mit exzessivem Alkoholgenuss beschäftigt. Die originale Reihe umfasste drei Teile und erschien zwischen 1990 und 1996 auf dem Independent-Label Snake Records im Vertrieb von A.M. Records. Teil 4 wurde 2005 von Suppenkazpers Noize Imperium herausgegeben und orientierte sich am originalen Design.

## Teil 1
Teil 1 erschien zum zehnjährigen Jubiläum des Independent-Labels Mülleimer Records, das von 1981 bis 1986 existierte. Labelchef Thomas Ziegler hatte zwischenzeitlich Snake Records gegründet, die zum Vertrieb von A.M. Music gehörten. Der Sampler erschien gleichzeitig mit dem ersten Teil der Reihe Schlachtrufe BRD. Geplant war diese Parallelveröffentlichung auch aus Anlass der deutschen Wiedervereinigung, um eine neue Generation von Punks mit der Musik der BRD bekannt zu machen. Die Schlachtrufe-Reihe sollte die politische Geschichte des Punks darstellen, während die Kampftrinker Stimmungshits eher im Fun-Punk anzusiedeln war. Alle Lieder waren bereits auf den Veröffentlichungen von Mülleimer Records und Snake Records erhältlich. Lediglich die Songs Saufen. saufen und Lokalverbot von Herbärds sowie Wein, Weiber und Gesang von Normahl waren in exklusiven Remix-Versionen auf dem Album vertreten.
Die Kompilation erschien parallel als CD- und LP-Veröffentlichung. Die LP-Version trägt den Labelcode SNAKE 020, die CD-Version SNAKE 021.
1. Normahl: Fraggles – 2:10
2. NoRMAhl: Wein, Weiber und Gesang (Remix) – 2:00
3. The Idiots: Der Säufer – 2:43
4. The Idiots: Dynamo Doppelkorn – 3:44
5. Hannen Alks: Bierfaß – 4:20
6. Hannen Alks: Olga Grasovka – 4:03
7. Herbärds: Saufen, Saufen (Remix) – 1:32
8. Herbärds: Lokalverbot (Remix) – 1:50
9. Boskops: W+T – 1:56
10. Boskops: Sein oder dicht sein – 1:10
11. Schluckspechte: Alkoholkonsum – 1:23
12. Inferno: Wodka – 2:12

## Teil 2
Kampftrinker Stimmungshits 2 mit dem Untertitel Jung kaputt spart Altersheim erschien 1994 ebenfalls auf CD und LP. Der Labelcode war SNAKE 048.
1. Male: Die Toten Hosen ihre Party – 1:20
2. Punk Aid: Punkrock Party feiern wir heut’ Nacht – 2:29
3. Baron Titus and the Nonsens of Rock: Wir wählen Blau – 3:40
4. Hannen Alks: Kölsche Jungs – 2:55
5. Kellergeister: Freibier – 2:34
6. Daily Terror: Cheers – 3:31
7. Marionetz: Ich heiße Peter Pimmel – 2:33
8. Die Pilsköpfe: Karl Gustav der Trunkenbold – 4:01
9. Die Einsamen Stinktiere: Sierra Tequila – 2:26
10. Dödelhaie: Das Holzfällerlied – 3:10
11. Hannen Alks: Am anderen Ende der Theke – 4:34
12. Warnstreik: Ich habe ständig Durst – 1:37
13. Marionetz: Susi Schlitz – 1:50
14. Boskops: Alkohol – 2:41
15. Geistige Verunreinigung: Moskau – 3:41
16. Die Pilsköpfe: 100 Mann und ein Faß Rum – 3:05

## Teil 3
Teil 3 der Samplerreihe erschien 1996 lediglich auf CD. Es war der erste und einzige Teil, der etwas vom ursprünglichen Konzept abwich. So waren hier mit Tom Angelripper und dem Tankard-Sideprojekt Tankwart zwei Thrash-Metal-Bands vertreten, zudem noch der Komiker Buttermaker. Labelcode war SNAKE 059.
1. Buttermaker: Samstag – 2:55
2. Lars: Was wollen wir trinken… – 2:28
3. Springtoifel: Bierlied – 4:16
4. Tom Angelripper: Trinkerhits-Medley – 2:15
5. Vicki Vomit: Arbeitslos und Spaß dabei – 3:03
6. Die Alks: Urlaub zwischen Rhein und Ruhr – 1:55
7. Müllstation: Mehr Alkohol – 2:55
8. Doppelpack: Korn und Karlsquell – 1:52
9. Tankwart: Sieben Fässer Wein – 2:41
10. Blechreiz: Tequilla – 2:01
11. Chaostar: Trinkerherz – 3:47
12. Slime: 1,7 Promille Blues – 3:04
13. Daily Terror: Wenn ich mit dir Pogo tanz – 2:57
14. Tom Angelripper: Diebels Alt – 2:55
15. Die Alks: Hannen Alks sind toll und immer voll – 3:00
16. Die Frohlix: Getränkemarkt – 1:50

## Teil 4
Snake Records und ihr Vertrieb A.M. Music mussten im Februar 2000 Konkurs anmelden. Während die Samplerreihen Schlachtrufe BRD und Die deutsche Punkinvasion später auf Nix-Gut Records ihre Fortsetzung fanden, wurde der vierte Teil der Kampftrinker Stimmungshits auf Endie Neumanns Independent-Label Suppenkazpers Noize Imperium 2005 veröffentlicht, der kurzzeitig die Namensrechte an den Samplerreihen besaß. Sie trägt den Labelcode SNAKE CD 72. Die letzte offizielle Veröffentlichung des Labels Snake Records war SNAKE069 Jetzt erst recht von Die Zusamm-Rottung. Endie Neumann verlegte mit SNAKE CD 70 bereits Schlachtrufe BRD 6 (erst 2005 auf Nix-Gut-Records) und SNAKE-CD 71 Die Deutsche Punkinvasion IV.
1. Die leeren Versprechungen: Der Teufel hat den Schnaps gemacht – 2:17
2. Moiterei: Allein am Tresen – 2:39
3. Lustfinger: Nie wieder Alkohol – 4:39
4. Betontod: Exzessiver Alkoholgenuss – 2:48
5. Dimple Minds: Durstige Männer – 4:12
6. Die Toten Hosen: Kein Alkohol ist auch keine Lösung – 3:50
7. Das Untergangskommando: SOS – 4:04
8. Schlusspunkt: Whiskey in the Jar – 4:35
9. Alkohol & Socken: Partylied – 3:08
10. Die Lokalmatadore: Fisch auf Finnland – 2:50
11. Motorkopp: Stockvoll im Stadion – 4:01
12. NoRMAhl: Biervampier – 3:39
13. Punkroiber: Feierabend – 2:26
14. Strassenjungs: Bukovski – 2:58
15. ZZZ Hacker: Bock auf´n Bier – 2:21
16. Daily Terror: 1000 Kreuze – 3:04
17. Die Frohlix: Party 83 – 2:09
18. Anfall: Bolle reiste jüngst zu Pfingsten – 2:24

## Rezeption
Wie die meisten Produkte aus dem Hause A.M. Music richtete sich die Samplerreihe vor allem an Deutschpunk-Fans, das heißt den eher „konsum- und partyorientierten Teile der Punkszene“. Allerdings fiel die Veröffentlichung des ersten Samplers in eine Zeit, die zumindest aus kommerziellen Gesichtspunkten für Deutschpunk sehr interessant war. Insbesondere die politisch interessierten Punks und Hardcore Punks, die in den 1990ern einen nicht geringen Teil der Szene ausmachten, lehnten jedoch die Samplerreihe wegen der Verherrlichung des Alkoholkonsums ab. So schrieb Joachim Hiller im Ox-Fanzine in der Rückschau:

„Wer immer zur Zeit der Wiedervereinigung einen Anstoß brauchte, sich mental vom Punk zu verabschieden und sein Heil im Hardcore zu suchen (…) fand sich durch eine Veröffentlichung wie ‚Kampftrinker Stimmungshits‘ in seiner Entscheidung bestätigt. Punk, das war scheinbar nur noch karnevalesker Sauf-Soundtrack für nietenlederjackige Fußgängerzonen-Zombies (…). Nun sei jedem sein alkoholbeflügelter Eskapismus gegönnt (…), doch was hier vom schlauen Kaufmann Ziegler mit kaltem Kalkül an Mist zusammenkompiliert wurde, ist wirklich unterirdisch.“